# Mariafrancesca Garritano
Mariafrancesca Garritano (Cosenza, 7 novembre 1978) è una ballerina italiana, in arte Mary Garret.

## Biografia
All'età di due anni inizia gli studi di danza classica a Cosenza. Nel 1996 entra nella scuola di ballo del Teatro alla Scala di Milano, dove si diploma nel 1997. Nello stesso anno riceve il premio Rotary come "Miglior allievo dell'anno". Nel 1998 entra a far parte del Corpo di Ballo del Teatro alla Scala, partecipando a tutte le produzioni e tournée internazionali del teatro.
Nel 2010 pubblica un libro, La verità, vi prego, sulla danza!, in cui descrive, al di là dell'immagine romantica e fiabesca delle ballerine di danza classica, la realtà quotidiana fatta di duri sacrifici e competizione personale.
Nel 2011, in considerazione dei suoi meriti artistici, viene nominata ballerina solista.
Nel febbraio 2012 rilascia un'intervista a The Observer in cui denuncia i disturbi alimentari delle colleghe ballerine. Per tale motivo, viene licenziata dal teatro. Seguono interviste televisive e il caso giunge alla Camera dei deputati, al Senato della Repubblica e al Parlamento europeo. Nell'ottobre 2014, dopo circa due anni di contenzionso legale contro il licenziamento, la Corte d'Appello di Milano stabilisce il reintegro nel corpo di ballo della Scala. Dopo il ricorso in Cassazione da parte del teatro, la suprema corte ha confermato l'illegittimità del licenziamento.
Nell'ottobre 2015 è stata docente ad Artist Academy Talent Reality, accademia televisiva per cantanti ideata e diretta da Michael Zurino.
È testimonial di varie associazioni contro i disordini alimentari.

## Principali ruoli
- In the middle, somewhat elevated, coreografie di William Forsythe
- The man i love, coreografie di George Balanchine
- Lo schiaccianoci (Clara), coreografie di Rudol'f Nureev
- Cenerentola (Cenerentola), coreografie di Rudol'f Nureev
- Sogno di una notte di mezz'estate (Pas de deux II atto - Ippolita- Ermia), coreografie di George Balanchine
- La Bayadère (Gamzatti), coreografie di Natalija Romanovna Makarova
- Coppélia (Swanilda), coreografie di Derek Deane
- Apollon musagète (Polimnia), coreografie di George Balanchine
- Voluntaries (Principal Couple), coreografie di Glen Tetley
- Herman Schmerman (Passo a due Principale / Quintett), coreografie di William Forsythe
- Il lago dei cigni (Odette / Odile), coreografie di Rudol'f Nureev
- Jewels (Prima Coppia Emeralds), coreografie di George Balanchine
- Jewels (Coppia Principale Diamonds), coreografie di George Balanchine
- Rajmonda (Rajmonda), coreografie di Marius Petipa
- Rajmonda (Henriette), coreografie di Marius Petipa
- La dama delle camelie (Prudence), coreografie di John Neumeier
- Don Chisciotte (Mercedes), coreografie di Rudol'f Nureev
- Don Chisciotte (Regina delle Driadi /Due Amiche Kitry), coreografie di Rudol'f Nureev
- Ballo Excelsior (la Folgore), coreografie di Ugo Dell'Ara
- Carmen (Bandita), coreografie di Roland Petit
- Il lago dei cigni (Pas de quatre), coreografie di Vladimir Burmeister
- Paquita (Solista), coreografie di Marius Petipa
- Serata'900 - Theme and variation (Solista), coreografie di George Balanchine
- La bella addormentata (Pas de cinq / Fate), coreografie di Rudol'f Nureev
- Pink Floyd Ballet (The Great Gig in the Sky), coreografie di Roland Petit
- Giselle (due Villi), coreografie di Yvette Chauviré
- Balletto imperiale (coppia principale), coreografie di George Balanchine

## Premi e riconoscimenti
- Scarpetta d'Oro (Montecarlo 1994)
- Premio al merito Giovanni Talenti per l'arte della danza (Salerno 2010)
- Premio Marcello Sgarlata (Roma 2012)[8]
- Premio Mary Cefaly (Catanzaro, 2012)
- Premio Venere Capitolina (Roma 2012)[9]